# امیرهادی انواری
امیرهادی انواری (متولد ۲۵ اردیبهشت ۱۳۶۳، تهران) روزنامه‌نگار سیاسی و اقتصادی ایرانی. سابقه همکاری با روزنامه‌های: هم‌میهن، شرق، اعتماد ملی، اعتماد، آرمان، کارگزاران، جهان صنعت، پول، دنیای اقتصاد و مجلات شهروند امروز، ایران‌دخت، چلچراغ و همشهری ماه را در کارنامه دارد.
وی همچنین همکار سایت‌های آینده نیوز، بازتاب و عصر ایران بوده‌است.
در سال ۱۳۸۶ در حالی که در روزنامه کارگزاران مشغول به کار بود مطلبی تحت عنوان «هر دو روز یک انتصاب در ۲۸ روز در سازمان میراث فرهنگی» در روزنامه کارگزاران منتشر کرد. اندک زمانی پس از انتشار گزارش با شکایت اسفندیار رحیم مشایی رئیس وقت سازمان میراث فرهنگی، صنایع دستی و گردشگری به شعبه دوم بازپرسی کارکنان دولت فراخوانده شد.
دادگاه وی در بهمن ۱۳۸۷ برگزار شد، اما به دلیل واهی بودن اتهامات، وی از حضور در دادگاه خودداری کرد و دادگاه نیز با توجه به مستندات ارائه شده رای به تبرئه کامل وی داد.
در سال ۸۹ به دنبال افشای صادرات خون ایرانیان به خارج کشور توسط این نویسنده سازمان انتقال خون از وی شکایت کرد، این پرونده هنوز مفتوح است.
در بهمن ماه سال ۸۸، سؤال و جواب چالشی وی با احمدی‌نژاد در مقابل دوربین زنده تلویزیون ایران که بر سر بازدداشت‌های بدون حکم وزارت اطلاعات ایران انجام شد، به موضوع مورد توجه رسانه‌ها تبدیل شد. پس از اعتراضات سال ۱۳۸۸ موسوم به جنبش سبز، این اولین بار بود که از تلویزیون ایران، خبرنگاری روی در روی احمدی‌نژاد از وی در مورد بازدداشت‌های بدون حکم و بازجویی‌های وزارت اطلاعات سؤال پرسیده بود.
در ۱۶ آذرماه ۱۳۸۹ به همراه علی خدابخش (سرمایه‌گذار روزنامه شرق) احمد غلامی (سردبیر روزنامه شرق)، کیوان مهرگان (دبیر سیاسی روزنامه شرق) مهران فرجی و ریحانه طباطبایی (خبرنگاران روزنامه شرق) به اتهام تبلیغ علیه نظام توسط نیروهای امنیتی در مقابل منزل بازدداشت شد.
دادگاه این روزنامه‌نگار به ریاست قاضی صلواتی در شعبه ۱۵ دادگاه انقلاب تشکیل و وی به یک سال حبس تعلیقی محکوم شد.